# Hyperbool van Kiepert

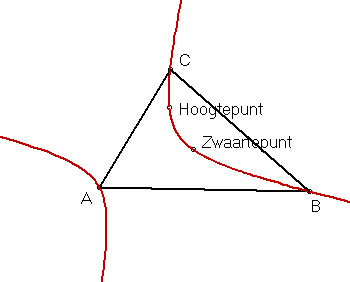
De hyperbool van Kiepert

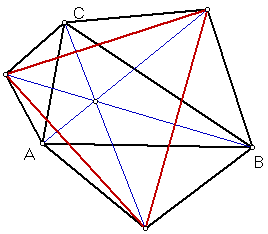
Een driehoek van Kiepert (rood) met perspectiviteitscentrum

De hyperbool van Kiepert is de meetkundige plaats van alle perspectiviteitscentra van driehoeken van Kiepert met ABC. Het is een gelijkzijdige hyperbool, die gaat door onder meer
- de hoekpunten van ABC,
- het hoogtepunt,
- het zwaartepunt,
- de punten van Napoleon,
- het punt van Fermat en het tweede isogone centrum,
- de punten van Vecten.

Aan de zijden van een driehoek ABC plakken we gelijkvormige gelijkbenige driehoeken, waarvan de zijden de bases zijn. De toppen van deze gelijkbenige driehoeken vormen een nieuwe, isogonale, driehoek. Deze wordt de driehoek van Kiepert genoemd, naar de Duitse wiskundige Ludwig Kiepert.

## Notatie en coördinaten
De basishoek {\displaystyle \phi } van de aangeplakte gelijkvormige driehoeken wordt positief genoemd als de driehoeken naar buiten zijn gericht, en negatief als ze naar binnen zijn gericht. De bijbehorende driehoek van Kiepert wordt genoteerd als {\displaystyle {\mathcal {K}}_{\phi }} en het perspectiviteitscentrum als {\displaystyle K_{\phi }}.
Barycentrische coördinaten voor {\displaystyle K_{\phi }} zijn, gebruikmakend van conway-driehoeknotatie:
{\displaystyle \left({\frac {1}{S_{A}+S_{\phi }}}:{\frac {1}{S_{C}+S_{\phi }}}:{\frac {1}{S_{C}+S_{\phi }}}\right).}
De formule voor de hyperbool van Kiepert in barycentrische coördinaten is
{\displaystyle (b^{2}-c^{2})yz+(c^{2}-a^{2})xz+(a^{2}-b^{2})xy=0.}
Het middelpunt van de hyperbool van Kiepert is het punt met barycentrische coördinaten:
{\displaystyle \left((b^{2}-c^{2})^{2}:(c^{2}-a^{2})^{2}:(a^{2}-b^{2})^{2}\right),}
is een driehoekscentrum, met kimberlingnummer X(115), en ligt op de negenpuntscirkel.

## Constructie
De hyperbool van Kiepert is te construeren door de kegelsnede van de drie hoekpunten, het zwaartepunt en het hoogtepunt van een driehoek te construeren.

## Eigenschappen
- De hyperbool van Kiepert is isogonaal verwant met de as van Brocard.